# Lista de episódios de Knight Squad
Knight Squad é uma série de televisão de comédia americana criada por Sean Cunningham e Marc Dworkin que foi exibida como um Sneak peek em 19 de fevereiro de 2018 nos Estados Unidos, e foi lançada na Nickelodeon no dia 24 de fevereiro. A série tem o elenco de Owen Joyner, Daniella Perkins, Amarr M. Wooten, Lexi DiBenedetto, Lilimar e Kelly Perine. Segue abaixo a sua lista de episódios.

## Resumo
| Temporadas | Temporadas | Episódios | Exibição original       | Exibição original     | Exibição no Brasil | Exibição no Brasil     | Exibição em Portugal | Exibição em Portugal |
| Temporadas | Temporadas | Episódios | Estreia                 | Final                 | Estreia            | Final                  | Estreia              | Final                |
| ---------- | ---------- | --------- | ----------------------- | --------------------- | ------------------ | ---------------------- | -------------------- | -------------------- |
|            | 1          | 20        | 19 de fevereiro de 2018 | 26 de janeiro de 2019 | 9 de junho de 2018 | 16 de novembro de 2018 | —                    | —                    |
|            | 2          | 10        | 2 de fevereiro de 2019  | 20 de abril de 2019   | 20 de maio de 2019 | 7 de junho de 2019     | —                    | —                    |

## Episódios

### 1.ª temporada (2018–2019)
| No. série | No. temp. | Título                                                                         | Dirigido por       | Escrito por                                             | Exibição original                             | Cód. de produção | Audiência (milhões) |
| --- | --------- | ------------------------------------------------------------------------------ | ------------------ | ------------------------------------------------------- | --------------------------------------------- | ---------------- | ------------------- |
| 1 | 1         | "A Estreia do Cavaleiro (BR)" "Opening Knight"                                 | Trevor Kirschner   | Sean Cunningham Marc Dworkin                            | 24 de fevereiro de 2018 9 de junho de 2018    | 101              | 1,14                |
| Arc encontra o seu caminho para a escola de cavaleiros mas para pagar a taxa de inscrição ele teve que roubar a tiara da princesa do reino de Astoria e então ele se juntou ao grupo Esquadrão Phoenix que é comandado por Ciara que é a princesa do reino de Astoria. Seu pai não deixa-a participar do esquadrão então ela usa um anel especial para se disfarçar entre cavaleiro e princesa. Arc acaba descobrindo que Ciara é a princesa e Ciara descobre que Arc roubou sua tiara. Então os dois formam um pacto para esconder os seus segredos e seguirem o sonho de cavaleiro. Enquanto isso, Buttercup e Sage tentam falhar a primeira missão de Warwick, Ciara e Prudence. Estrela Convidada: Jason Sims-Prewitt (O Rei). |           |                                                                                |                    |                                                         |                                               |                  |                     |
| 2 | 2         | "Um Cavaleiro em Roxbury (BR)" "A Knight at the Roxbury"                       | Trevor Kirschner   | Sean Cunningham Marc Dworkin                            | 24 de fevereiro de 2018 16 de junho de 2018   | 102              | 0,94                |
| Arc e Ciara não conseguem decidir quem vai competir na Copa Roxbury. Depois Arc finalmente é indicado para competir para quem seria um cavaleiro em Roxbury, Ciara se indica faltando poucos minutos. Arc tenta fazer a Ciara convidar a princesa mas se Ciara desistir da competição, ela seria expulsa da Escola de Cavaleiros. Arc e Ciara deve descobrir como fazer com que a princesa esteja lá enquanto Ciara está competindo. Quando o rei pede para falar com a princesa, Ciara deve deixar a metade da competição para salvar Arc. Sage acaba ganhando a taça do Esquadrão Kraken. Estrela Convidada Jason Sims-Prewitt, Seth Carr |           |                                                                                |                    |                                                         |                                               |                  |                     |
| 3 | 3         | "Um Cavaleiro No Dia da Armadura Brilhante (BR)" "Knight in Shining Armor Day" | Trevor Kirschner   | John D. Beck Ron Hart                                   | 3 de março de 2018 23 de junho de 2018        | 103              | 0,95                |
| É o Dia da Armadura em Astoria e o Esquadrão Phoenix está hospedando as festividades na escola de cavaleiros. Para evitar que alguém suspeite que Arc não é de Astoria, Ciara ensina-lhe todas as tradições do Dia da Armadura; no entanto, quando Arc bagunça escondendo a armadura simbólica de chocolate no lugar errado, Ciara e Sage devem lutar contra um rato raivoso para recuperar a armadura a tempo. Enquanto isso, Buttercup dá a Sage um presente pensativo de um diorama que representa como eles se conheceram, mas Sage não lhe dá nada. Depois de ser enganada por Fizzwick, Sage arrisca sua vida para obter uma flor de unicórnio para Buttercup, apenas para perceber que ela é alérgica. Estrela Convidada: Fred Grandy, Seth Carr |           |                                                                                |                    |                                                         |                                               |                  |                     |
| 4 | 4         | "Um Cavaleiro Mágico (BR)" "One Magical Knight"                                | Trevor Kirschner   | Lisa Muse Bryant                                        | 10 de março de 2018 30 de junho de 2018       | 104              | 0,85                |
| A feiticeira Spitzalot, da escola de feitiçaria, vem testar qualquer estudante de cavalaria que tenha poderes mágicos para poder transferi-los para sua escola de magia. Warwick diz a Arc que ele falhou o teste de magia de propósito porque se alguém descobrisse que ele tinha poderes mágicos, ele seria expulso da escola. No entanto, seus poderes são expostos quando ele acidentalmente traz um vilão à vida de uma pintura. Prudy, que foi convencida por Sage a deixar a escola de cavaleiros, volta para ajudar Ciara a salvar o dia. A princesa convence o rei a mudar as regras para permitir que estudantes mágicos como Warwick permaneçam na escola de cavaleiros. Estrelas Convidadas: Jason Sims-Prewitt, Mary Passeri |           |                                                                                |                    |                                                         |                                               |                  |                     |
| 5 | 5         | "O Retorno do Cavaleiro Babaca (BR)" "The Dork Knight Returns"                 | Jonathan Judge     | Wesley Jermaine Johnson Scott Taylor                    | 17 de março de 2018 14 de julho de 2018       | 106              | 0,85                |
| Jimbo, um ex-membro do Phoenix Squad, retorna à escola de cavaleiros depois de ficar preso em uma caverna por meses. Ele recupera sua posição, forçando Arc para fora. Mais tarde, enquanto Ciara, Prudence e Warwick tentam convencer Jimbo a abandonar a escola, Sage recruta Arc para se juntar ao Kraken Squad. Arc descobre que Jimbo está planejando se vingar do esquadrão Phoenix e tenta detê-lo, mas Jimbo o deixa inconsciente e o leva para a caverna. O resto do Esquadrão Phoenix vem para resgatar Arc, mas Jimbo os prende lá também. Depois de escapar, eles denunciam Jimbo e ele é preso, enquanto Arc se junta a Phoenix Squad. Estrelas Convidadas: Seth Carr, Tenzing Norgay Trainor |           |                                                                                |                    |                                                         |                                               |                  |                     |
| 6 | 6         | "Essa Noite, Dois Cavaleiros (BR)" "Tonight, Two Knight"                       | Trevor Kirschner   | Chris Atwood                                            | 24 de março de 2018 7 de julho de 2018        | 105              | 0,97                |
| Para fazer Arc e Ciara aprenderem a se dar bem, Sir Gareth os une em uma pulseira de amizade mágica; eles devem trabalhar juntos para que a pulseira caia. Isso complica as coisas porque a irmã mais velha de Ciara, Princesa Eliza, está voltando para casa com o exército astório. No entanto, Eliza não retorna e em vez disso envia um pergaminho dizendo que ela saiu e nunca está retornando. Ciara trabalha com Arc para encontrar uma mensagem secreta da Princesa Eliza no pergaminho dizendo que ela está realmente disfarçada em uma missão para recuperar a armadura perdida de Astoria, e porque Arc e Ciara puderam trabalhar juntos, o bracelete caiu. Estrelas Convidadas: Jason Sims-Prewitt, Seth Carr |           |                                                                                |                    |                                                         |                                               |                  |                     |
| 7 | 7         | "A Cauda do Cavaleiro (BR)" "Knight's Tail"                                    | Eric Dean Seaton   | Chris Tallman                                           | 31 de março de 2018 21 de julho de 2018       | 108              | 0,94                |
| Quando Ciara pede a Arc para segurar seu anel de duende, Arc o usa sem sua permissão, e o transforma em uma fera horrenda e pára de funcionar. Arc e Ciara visitam a Rainha das Fadas para lhe pedir ajuda para consertar o anel, mas ela se recusa porque tem ressentimento por se recusar a cumprir sua promessa de salvar a vila dos duendes. Arc oferece para fazê-lo agora e em troca a Pixie Queen conserta o anel. Enquanto isso, Sage quer enfraquecer o Esquadrão Phoenix, manipulando Prudence e Warwick para lutar contra as cartas de combate. Mais tarde, Prudence e Warwick fazem um pacto para nunca mais permitir que as cartas de combate estraguem sua amizade novamente. Estrelas Convidadas: Jason Sims-Prewitt, Brittany Ross |           |                                                                                |                    |                                                         |                                               |                  |                     |
| 8 | 8         | "A Mãe, o Professor e o Cavaleiro (BR)" "Parent Teacher Knight"                | Jody Hahn          | Jennifer Keene                                          | 7 de abril de 2018 28 de julho de 2018        | 109              | 0,91                |
| Cansado de Sage pregando-os o tempo todo, Esquadrão Phoenix a reporta a Sir Gareth, que decide expulsar Sage. Sir Gareth chama na mãe de Sage Saffron, mas Saffron lança um feitiço de amor maligno sobre ele e o faz favorecer Sage sobre os outros alunos. Após ser lembrado de que não pode namorar os pais dos alunos, Sir Gareth decide fazer de Sage um cavaleiro; no entanto, Sage quer ganhar cavalaria por conta própria. Antes de sua cerimônia de cavalaria, Sage se une a Phoenix Squad para salvar Sir Gareth do feitiço maligno de Saffron. Mais tarde, Phoenix Squad defende Sage desde que ela ajudou a salvar Sir Gareth, que decide não expulsá-la. Estrela Convidada: Maria Canals-Barrera (Saffron) |           |                                                                                |                    |                                                         |                                               |                  |                     |
| 9 | 9         | "Um Cavaleiro Faz O Que Tem Que Ser Feito (BR)" "Do the Knight Thing"          | Robbie Countryman  | Michael J.S Murphy Frank O. Wolff                       | 14 de abril de 2018 8 de setembro de 2018     | 112              | 0,80                |
| Após um acidente mágico na escola de feitiçaria, Cuspilin traz seus alunos mais brilhantes da equipe Hex para ficar na escola de cavaleiros temporariamente, mas a equipe Hex insulta o Esquadrão Phoenix na chegada. A rivalidade aumenta quando o Esquadrão Phoenix é forçado a dividir sua sala de esquadrão com eles. Quando o Rei ordena que os dois grupos competam por quem deve permanecer na escola, o Time Hex usa magia para enganar seu caminho para a vitória; no entanto, eles são expostos pelo feitiço de verdade de Warwick. Enquanto isso, quando Sage zomba de ensinar, Sir Gareth força-a a treinar um grupo de criancinhas que aspiram a se tornar cavaleiros; no entanto, dá errado quando as crianças usam a lição de Sage contra ela, pregando-a a ela e a Buttercup. Estrelas Convidadas: Jason Sims-Prewitt, Mary Passeri, Jaheem Toombs, Maya Le Clark e Emma Meisel |           |                                                                                |                    |                                                         |                                               |                  |                     |
| 10 | 10        | "Eu Desejo Ser Um Cavaleiro (BR)" "Wish I May, Wish I Knight"                  | Jody Margolin Hahn | Jennifer Keene                                          | 25 de maio de 2018 6 de outubro de 2018       | 115              | 0,98                |
| A princesa tem que ajudar seu pai, o que significa que Ciara é incapaz de se juntar à caça ao tesouro. Mais tarde, Arc encontra uma lâmpada de gênio durante a caça ao tesouro que contém um gênio chamado Kiki que ajuda a princesa a sair; no entanto, as coisas dão errado quando a lâmpada do gênio entra nas mãos de Sage, que deseja ser a princesa de Astoria. Estrela especial Convidada: Kira Kosarin (Kiki) Estrelas Convidadas: Jason Sims-Prewitt |           |                                                                                |                    |                                                         |                                               |                  |                     |
| 11 | 11        | "Aprendendo a Dança do Cavaleiro (BR)" "Working on the Knight Moves"           | Wendy Faraone      | Wesley Jermaine Johnson Scott Taylor                    | 9 de junho de 2018 6 de outubro de 2018       | 116              | 0,71                |
| O cavaleiro de tiro a cavalo Sir Swayze, de Inwood, aparece em Astoria e abre sua própria academia, contra a qual Sir Gareth é contra, pois expulsou Sir Swayze por seus atalhos e pelo fato de que Inwood fará de qualquer um um cavaleiro. Devido aos talentos de Sir Swayze, Arc, Ciara, Sage e Buttercup querem aprender alguns de seus movimentos, mas não podem deixar Sir Gareth descobrir. No entanto, as coisas dão errado quando o Esquadrão Phoenix e Sir Swayze reanimam uma múmia mágica. Sir Gareth aparece e salva-os, enquanto, ao mesmo tempo, descobre o que está acontecendo. Estrela especial Convidada: Jack Griffo (Sir Swayze) Estrelas Convidadas: Garrett Morris, Jason Sims-Prewitt, Seth Carr |           |                                                                                |                    |                                                         |                                               |                  |                     |
| 12 13 | 12 13     | "O Cavaleiro Ladrão (BR)" "A Thief in the Knight"                              | Trevor Kirschner   | Sean W. Cunningham Marc Dworkin John D. Beck & Ron Hart | 16 de junho de 2018 11 de agosto de 2018      | 110 111          | 0,84                |
| Depois que Sir Gareth e Hogancross expressam desapontamento com os estudantes que não estão preparados para uma simulação do Ryker, onde Sir Gareth posa como Comandante Amballa de Ryker, Ciara conta a Arc sobre como Ryker foi o rei de Astoria até que ele foi derrubado e banido, com Hogancross montando o dragão cristais que colocam uma barreira para que Ryker e suas forças não possam entrar. Arc convence Ciara a mostrar-lhe os cristais; no entanto, quando um cristal desaparece, o Arc é suspeito de levá-lo quando a barreira começa a enfraquecer, permitindo que as forças de Ryker invadam a escola de cavaleiros. Mais tarde, descobre-se que o Comandante Amballa foi a responsável, enquanto Arc e Ciara recuperam os cristais para reativar a barreira a fim de afastar as forças de Ryker. Depois que o rei agradece aos estudantes por repelirem as forças de Ryker, Arc manifesta desapontamento pelo fato de seu pai não ter respondido às suas mensagens de vitória; no entanto, o pai de Arc, Zandar, aparece e quer levar Arc para casa. Estrelas Convidadas: Fred Grandy, Jessie Graff, Jason Sims-Prewitt, Seth Carr, Geno Segers e Jamie Kaler |           |                                                                                |                    |                                                         |                                               |                  |                     |
| 14 | 14        | "Hora de Ir Para Casa Cavaleiro (BR)" "Take Me Home to Knight"                 | Robbie Countryman  | Lisa Muse Bryant                                        | 22 de setembro de 2018 12 de novembro de 2018 | 113              | 0,77                |
| Estrelas Convidadas: Jamie Kaler, Jason Sims-Prewitt, Cooper Mothersbaugh |           |                                                                                |                    |                                                         |                                               |                  |                     |
| 15 | 15        | "Os Testes Finais Para Um Cavaleiro (BR)" "A Total Knightmare"                 | Jean Sagal         | Chris Atwood                                            | 29 de setembro de 2018 13 de novembro de 2018 | 114              | 0,67                |
| Estrela Convidada: Seth Carr |           |                                                                                |                    |                                                         |                                               |                  |                     |
| 16 | 16        | "O Cavaleiro, A Festa e o Bolo (BR)" "Fight For Your Knight to Party"          | Robbie Countryman  | Chris Tallman                                           | 6 de outubro de 2018 14 de novembro de 2018   | 117              | 0,69                |
| Estrelas Convidadas: Jason Sims-Prewitt, Seth Carr e Tenzing Norgay Trainor. |           |                                                                                |                    |                                                         |                                               |                  |                     |
| 17 | 17        | "Um Cavaleiro na Noite Fantasmagórica (BR)" "Fright Knight"                    | Jonathan Judge     | Nora Sullivan                                           | 20 de outubro de 2018 26 de outubro de 2018   | 107              | 0,68                |
| Estrelas Convidadas: Lizzy Greene (Shadow Ghost), Jimmy Bellinger, Seth Carr e Jason Sims-Prewitt |           |                                                                                |                    |                                                         |                                               |                  |                     |
| 18 | 18        | "As Pequenas Mentiras de um Cavaleiro (BR)" "Little Knight Lies"               | Eric Dean Seaton   | Nora Sullivan                                           | 12 de janeiro de 2019 15 de novembro de 2018  | 118              | 0,62                |
| Estrelas Convidadas: Jason Sims-Prewitt e Nikki Tomlinson |           |                                                                                |                    |                                                         |                                               |                  |                     |
| 19 | 19        | "O Fim dos Cavaleiros – Parte 1 (BR)" "End of the Knight – Part 1"             | Trevor Kirschner   | Sean W. Cunningham Marc Dworkin                         | 19 de janeiro de 2019 16 de novembro de 2018  | 119              | 0,49                |
| Uma princesa ferida chamada Eliza retorna a Astoria para informar seu pai que Ryker está atrás da Armadura de Astoria. Como Hogancross e Sir Gareth querem que os estudantes encontrem uma maneira de desativar a Armadura de Astoria antes que ela possa ser usada por Ryker para cruzar o campo de força que protege Astoria. Enquanto Ciara e Arc fazem uma busca secreta para conseguir a Armadura de Astoria antes que as forças de Ryker possam encontrá-la, Prudence e Warwick competem contra Sage e Buttercup com resultados cômicos. Quando Ciara e Arc encontram a Armadura de Astoria, eles trabalham para defendê-la dos homens de Ryker. Quando Eliza aparece durante a batalha, Ciara fica chocada quando descobre que sua irmã tinha desertado secretamente para o lado de Ryker, onde ela considera Ryker um governante melhor quando Ryker aparece para reivindicar a vitória. Estrela Convidada: Sydney Park (Princesa Eliza), Fred Grandy, Jason Sims-Prewitt, Seth Carr e Geno Segers |           |                                                                                |                    |                                                         |                                               |                  |                     |
| 20 | 20        | "O Fim dos Cavaleiros – Parte 2 (BR)" "End of the Knight – Part 2"             | Trevor Kirschner   | Sean W. Cunningham Marc Dworkin                         | 26 de janeiro de 2019 16 de novembro de 2018  | 120              | 0,63                |
| Depois de fazer uma retirada para Astoria, Ciara duvida que ela possa ajudar a derrotar Ryker depois de ver Eliza de lado e descartar seu anel de duende. Quando Ryker ataca, ele assume o controle de Hogancross, Sir Gareth e o resto dos cavaleiros usando o feitiço Mark of Ryker. A Princesa percebe a marca de Ryker na mão de Eliza enquanto o Rei fornece a Princesa e Arco uma distração para fugir. Enquanto isso, Fizzwick convence Prudence, Warwick, Sage e Buttercup a trabalharem juntos para encontrar um feitiço para derrotar a Armadura de Astoria. Depois de alguma persuasão de Arc, a Princesa se torna Ciara novamente e luta contra Eliza. O resto dos estudantes aparece com armas encantadas por um encantamento de remoção de magias lançado por Warwick quando libertam Eliza, Hogancross, Sir Gareth e os outros cavaleiros da Marca de Ryker. Depois que Arc derruba Ryker no chão, os outros removem a magia da Armadura de Astoria quando Hogancross teleporta Ryker para longe. Depois que o rei é libertado da masmorra, Sir Gareth agradece aos seus alunos e lhes dá um dia de folga... o que não vai realmente dar a eles, já que há outras ameaças a Astoria por aí. Na cena final, Prudence encontra a passagem secreta para o quarto da princesa e encontra Ciara lá. Estrela Convidada: Sydney Park (Princesa Eliza) |           |                                                                                |                    |                                                         |                                               |                  |                     |

### 2.ª temporada (2019)
| No. série | No. temp. | Título                                                                                                 | Dirigido por       | Escrito por                          | Exibição original                          | Cód. de produção | Audiência (milhões) |
| --- | --------- | --- | ------------------ | ------------------------------------ | ------------------------------------------ | ---------------- | ------------------- |
| 21 | 1         | "Um Cavaleiro a Ser Lembrado (BR)" "A Knight to Remember"                                              | Trevor Kirschner   | Sean W. Cunningham Marc Dworkin      | 2 de fevereiro de 2019 20 de maio de 2019  | 201              | 0,81                |
| Quando Prudence descobre que Ciara é a Princesa e Arc não sendo dragonblood, eles usam um cartão de memória nela que também esquece que eles são amigos. Agora Arc e Ciara devem trabalhar para recuperar as memórias de Prudence e garantir que ela não conte o seu segredo. Enquanto isso, Sage fica com ciúmes de que Sir Gareth faz parceria com Warwick e Buttercup em uma tarefa de cuidar do ovo e acidentalmente perde o ovo de Buttercup. Estrelas Convidadas: Jason Sims Prewitt, Seth Carr e Chris Tallman |           | |                    |                                      |                                            |                  |                     |
| 22 | 2         | "Um Amor de Cavaleiro (BR)" "Love at First Knight"                                                     | Trevor Kirschner   | Gigi McCreery Perry Rein             | 16 de fevereiro de 2019 21 de maio de 2019 | 202              | 0,63                |
| Estrela Convidada: Paris Smith |           | |                    |                                      |                                            |                  |                     |
| 23 | 3         | "Um Cavaleiro à Meia-Noite no Jardim do Bem e do Mal (BR)" "Mid-Knight in the Garden of Good and Evil" | Wendy Faraone      | Angela Yarbrough                     | 23 de fevereiro de 2019 22 de maio de 2019 | 203              | 0,59                |
| Estrelas Convidadas: Jason Sims-Prewitt, Seth Carr e Maya Le Clark |           | |                    |                                      |                                            |                  |                     |
| 24 | 4         | "Nas Guelras do Cavaleiro (BR)" "In the Gill of the Knight"                                            | Lynn McCracken     | Jennifer Keene                       | 2 de março de 2019 23 de maio de 2019      | 204              | 0,58                |
| Estrela Convidada: Seth Carr |           | |                    |                                      |                                            |                  |                     |
| 25 | 5         | "Isso é Coisa de Cavaleiro (BR)" "The Knight Stuff"                                                    | Robbie Countryman  | Chris Atwood                         | 9 de março de 2019 24 de maio de 2019      | 205              | 0,54                |
| Quando Sir Gareth fica doente, o pai de Warwick, Sir Johnwick, torna-se o professor substituto. Querendo impressionar seu pai e deixá-lo orgulhoso, Warwick decide usar sua magia durante o treinamento; no entanto, para desgosto de Warwick, seu pai falha e diz que os cavaleiros nunca usam magia e que ele é um constrangimento para o nome da família. Mais tarde, Warwick tenta enganar seu pai usando magia em todos os outros para mexer com sua coordenação, então parece que ele está indo muito bem no treinamento sem mágica. No entanto, seu pai se torna suspeito e usa um cristal para procurar por magia ativa, revelando que todos, exceto Warwick, têm uma aura mágica, deixando-o ainda mais desapontado com ele. Warwick decide que é melhor se livrar de sua magia e visitar o Witch Doctor. Como ele está prestes a perder sua magia, Arc, Ciara e Prudence chegam e tentam resgatá-lo, mas o Witch Doctor usa sua magia para colocá-los em cadeiras que eles não podem sair. Sir Johnwick chega logo após resgatar Warwick e ambos usam magia para derrotar o Witch Doctor. Sir Johnwick revela a Warwick que quando ele estava na escola de cavaleiros, não havia magia permitida e ele tinha que manter seus poderes em segredo. Enquanto isso, Sage e Buttercup tentam cuidar de Sir Gareth de volta à saúde, mas acabam descobrindo que ele está fingindo estar doente, a fim de ter um dia de folga devido à fadiga, já que não há política de folga. O rei mais tarde concorda em dar a todos, exceto seus guardas, dois dias de folga no final de cada semana. Estrela especial Convidada: Raini Rodriguez Estrelas Convidadas: Jason Sims-Prewitt, Seth Carr, Regi Davis e Michael Carbonaro |           | |                    |                                      |                                            |                  |                     |
| 26 | 6         | "Um Cavaleiro Morto-Vivo (BR)" "Knight of the Living Dead"                                             | Jody Margolin Hahn | Chris Tallman                        | 16 de março de 2019 3 de junho de 2019     | 207              | 0,56                |
| Estrelas Convidadas: Thomas Lennon e Fred Grandy |           | |                    |                                      |                                            |                  |                     |
| 27 | 7         | "Um Cavaleiro Super-herói (BR)" "Knight Glider"                                                        | Jonathan Judge     | Wesley Jermaine Johnson Scott Taylor | 30 de março de 2019 4 de junho de 2019     | 206              | 0,42                |
| Estrelas Convidadas: Jason Sims-Prewitt, Seth Carr e Greg Perrow |           | |                    |                                      |                                            |                  |                     |
| 28 | 8         | "Dois Erros Não Fazem um Cavaleiro (BR)" "Two Wrongs Don't Make a Knight"                              | Wendy Faraone      | Nora Sullivan                        | 6 de abril de 2019 5 de junho de 2019      | 208              | 0,59                |
| Estrelas Convidadas: Jason Sims-Prewitt e Seth Carr |           | |                    |                                      |                                            |                  |                     |
| 29 | 9         | "Elegendo um Cavaleiro (BR)" "Election Knight"                                                         | David Kendall      | Michael J.S. Murphy Frank O. Wolff   | 13 de abril de 2019 6 de junho de 2019     | 209              | 0,49                |
| Estrelas Convidadas: Jason Sims-Prewitt e Seth Carr |           | |                    |                                      |                                            |                  |                     |
| 30 | 10        | "Enfim, Cavaleiro (BR)" "Closing Knight"                                                               | Trevor Kirschner   | Sean W. Cunningham Marc Dworkin      | 20 de abril de 2019 7 de junho de 2019     | 210              | 0,52                |
| Estrelas Convidadas: Jason Sims-Prewitt e Seth Carr |           | |                    |                                      |                                            |                  |                     |